# Scea caesiopicta
Scea caesiopicta är en fjärilsart som beskrevs av W. Warren 1900. Scea caesiopicta ingår i släktet Scea och familjen tandspinnare. Inga underarter finns listade.